# Prince Damien

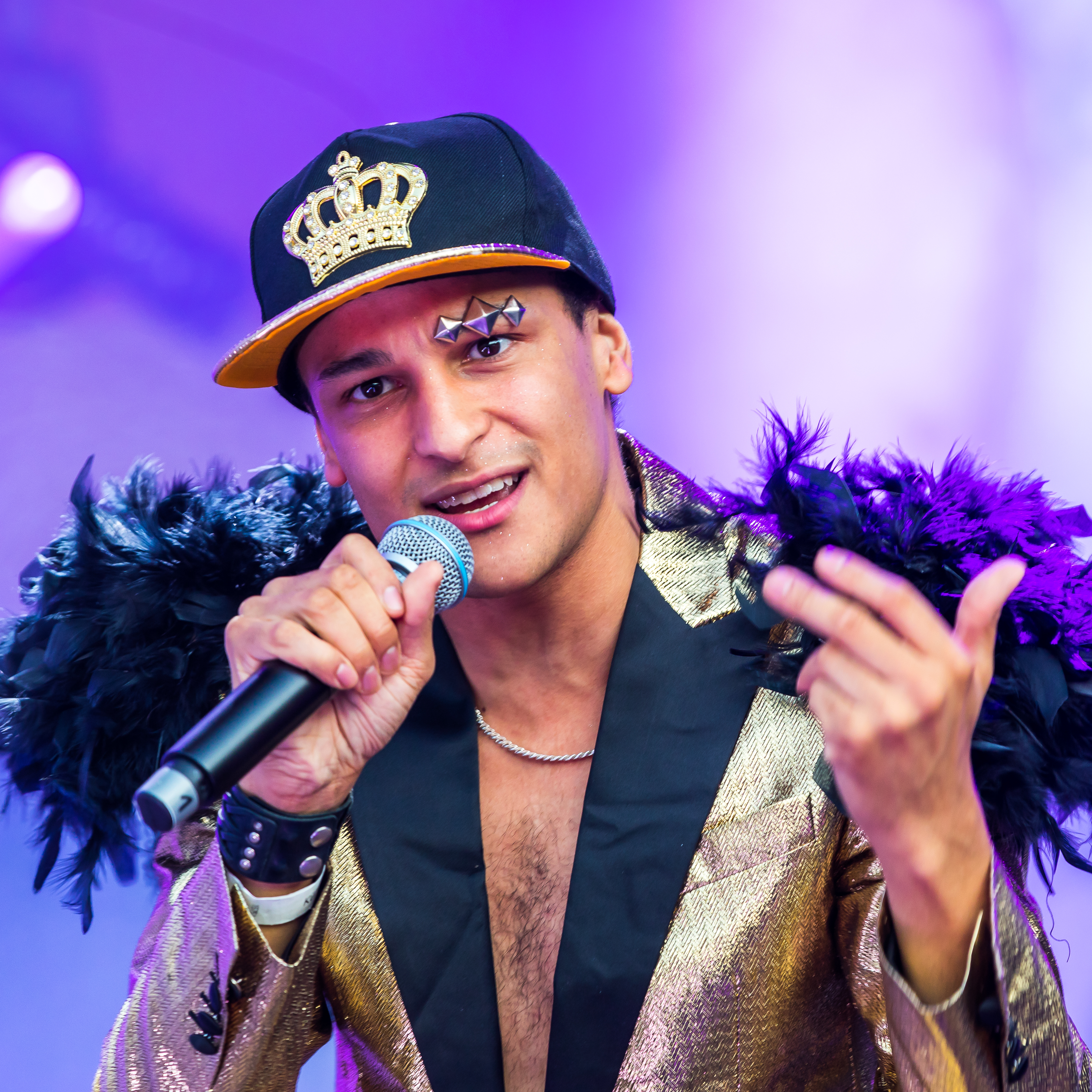
Prince Damien (2018)

Messiah Prince Sheridan Damien Ritzinger (* 12. Dezember 1990 in Johannesburg) ist ein deutsch-südafrikanischer Sänger, Songwriter, Choreograf, Tänzer, Tanzlehrer und Musicaldarsteller. Er wurde im Mai 2016 Sieger der 13. Staffel der Gesangs-Castingshow Deutschland sucht den Superstar sowie im Januar 2020 der 14. Staffel von Ich bin ein Star – Holt mich hier raus!. Seit 2023 ist er Mitglied der Boyband Team 5ünf.

## Leben
Die Mutter des in Südafrika geborenen Prince Damien stammt von dort, sein Vater Messiah Ritzinger stammt aus Bayern und arbeitet als Gastronomieleiter auf Kreuzfahrtschiffen, unter anderem auf der Norwegian Jewel. Nach dem Tod seiner Mutter lebte Prince Damien zusammen mit dem Vater und seiner ein Jahr älteren Schwester ab 1991 in München. Später ergänzten eine indonesische Stiefmutter und eine neun Jahre jüngere Halbschwester die Familie. Nachdem er 2011 sein Abitur abgelegt hatte, studierte er Musikproduktion und Tontechnik an der Akademie Deutsche POP in München.
Von 2007 bis 2012 war er Leadsänger beim Hip-Hop-Trio B-Cool (später in Absolut Raw umbenannt), bis sich die Band auflöste. 2013 schloss er sein Studium ab. Seither arbeitet er als Sänger, Songwriter und Musikproduzent und unterrichtet an verschiedenen Tanzschulen Hip-Hop und Streetjazz.
2014 war Prince Damien in der Foto-Lovestory Song for You in der Zeitschrift Bravo zu sehen. Darin spielte er einen Musiker, der seine Traumfrau erobern möchte. In einer Komparsenrolle als Straßenbahngast wirkte er 2014 in dem Spielfilm Die Sache mit der Wahrheit mit. Ab 2014 wirkte er als The Prince of Dance am Comeback der Eurodance-Band Pharao mit. Ebenfalls 2014 wurde das Minialbum Mr. Easy, das sechs Lieder beinhaltet, veröffentlicht.

## Castingshows
Ab April 2015 durchlief Prince Damien zusammen mit seinem Gitarristen Eduard Wagner verschiedene Auditions der britischen Casting-Show The X-Factor, nachdem er eine erste Vorauswahl in Newcastle bestanden hatte. Es folgten Auftritte im Juni 2015 in London, wo er eine zweite Challenge bestand und hierdurch in die Hauptrunde kam, die in der SSE-ARENA in Wembley stattfand. Hier trug Prince Damien den von ihm selbst geschriebenen Song Easy Breezy in einer Akustikversion vor und nahm danach am sogenannten Bootcamp teil.
Als Teilnehmer der dreizehnten Staffel der Castingshow Deutschland sucht den Superstar erhielt Prince Damien 2015 von Jurorin Michelle eine von vier „Goldenen CDs“, mit der er sich direkt für den Recall in Jamaika qualifizierte, nachdem er Valerie von Amy Winehouse gesungen hatte.
Er galt schnell als Paradiesvogel unter den Kandidaten. Markenzeichen sind sein Irokesenschnitt und angeklebte Nieten-„Piercings“ über der linken Augenbraue. Aus der Finalshow am 7. Mai 2016 im ISS Dome in Düsseldorf ging Prince Damien als Gewinner hervor. Neben dem Preisgeld in Höhe von 500.000 Euro erhielt er einen Plattenvertrag mit Universal Music.

## Karriere
Mit dem von Dieter Bohlen geschriebenen Song Glücksmoment erreichte Prince Damien Platz eins der Download-Charts und später auch Platz eins der deutschen Single-Charts. Im Mai 2016 erschien sein erstes von Bohlen produziertes Album Glücksmomente bei Universal Music. In Deutschland stieg es auf Platz drei der Albumcharts ein. Gemeinsam mit Laura van den Elzen, Thomas Katrozan, Mark Hoffmann, Anita Wiegand und Igor Barbosa, den zuletzt bei Deutschland sucht den Superstar ausgeschiedenen Teilnehmern, wurde Prince Damien von einer Band auf Deutschlandtournee begleitet.
Im Computeranimationsfilm Sing, der im Dezember 2016 in die deutschen Kinos kam, lieh Prince Damien einem Frosch seine Stimme. 2017 war er Kandidat der Show Dance Dance Dance, die von RTL ausgestrahlt wurde. Sein Tanzpartner war der DSDS-Sieger Luca Hänni. Zusammen wurden sie Sieger der zweiten Staffel. 2018/19 war er Vocalcoach bei der 16. Staffel von Deutschland sucht den Superstar an der Seite der ehemaligen DSDS-Kandidatin Juliette Schoppmann.
2019 gehörte er zum Ensemble des Musicals The Band und spielte einen der fünf Boyband-Sänger. Im Januar 2020 erschien die Single Easy Breezy, die sich auf Platz 24 in den iTunes-Charts platzierte. Im selben Monat gewann er als „Dschungelkönig“ die 14. Staffel des RTL-Formats Ich bin ein Star – Holt mich hier raus!.
2020 nahm er an der RTL-Show Big Performance – Wer ist der Star im Star? teil. Des Weiteren war er 2020 Kandidat in der RTL-Show Ninja Warrior Germany und 2021 bei der TV-Sportveranstaltung RTL Sommerspiele. 2021 unterschrieb er beim Musiklabel 7us media Group GmbH, bei dem er 2022 den zusammen mit Willy Klüter geschriebenen Titel Du bist der Hammer veröffentlichte. Er erreichte damit Platzierungen in den Amazoncharts sowie in den Top100 der meistgespielten Songs in den deutschen Radioanstalten und trat auch im ZDF-Fernsehgarten auf. Zudem war er Gast bei Ich bin ein Star – Holt mich hier raus! Die große Dschungelparty bei (RTL) und anschließend bei Ich bin ein Star – Die Stunde danach.
2022 wurde er zum Finale eines Wettbewerbs für Nachwuchskünstler, Welcome to Europe, in den Europa-Park eingeladen, wo er als Gast auftrat. Im Oktober veröffentlichte er zusammen mit dem DSDS-Sieger 2019, Davin Herbrüggen, den Song Und wenn der Tag beginnt. 2023 war er zusammen mit Filip Pavlović bei Dr. Bob’s Australien zu sehen. Seit Juli 2023 ist er Nachfolger von Marc Terenzi in der Boyband Team 5ünf. Seit Dezember 2024 verkörpert Prince Damien die Rolle des jungen Michael Jackson im Jukebox-Musical MJ – Das Michael Jackson Musical im Stage Theater an der Elbe in Hamburg.

## Schauspiel
- 2019: The Band (Musical)
- 2021: Hashtag Daily (Webserie)
- 2021: Spielplatzhirsche (Comödie Dresden)[21]
- Ab 12/2024: MJ – Das Michael Jackson Musical

## Diskografie

### Studioalben
| Jahr | Titel         | Höchstplatzierung, Gesamtwochen, AuszeichnungChartplatzierungen (Jahr, Titel, Platzierungen, Wochen, Auszeichnungen, Anmerkungen) | Höchstplatzierung, Gesamtwochen, AuszeichnungChartplatzierungen (Jahr, Titel, Platzierungen, Wochen, Auszeichnungen, Anmerkungen) | Höchstplatzierung, Gesamtwochen, AuszeichnungChartplatzierungen (Jahr, Titel, Platzierungen, Wochen, Auszeichnungen, Anmerkungen) | Anmerkungen                        |
| Jahr | Titel         | DE | AT | CH | Anmerkungen                        |
| ---- | ------------- | --- | --- | --- | ---------------------------------- |
| 2014 | Mr. Easy      | — | — | — | Erstveröffentlichung: 2014         |
| 2016 | Glücksmomente | DE3 (9 Wo.)DE | AT6 (8 Wo.)AT | CH15 (5 Wo.)CH | Erstveröffentlichung: 20. Mai 2016 |

### Singles
| Jahr | Titel Album                | Höchstplatzierung, Gesamtwochen, AuszeichnungChartplatzierungen (Jahr, Titel, Album, Platzierungen, Wochen, Auszeichnungen, Anmerkungen) | Höchstplatzierung, Gesamtwochen, AuszeichnungChartplatzierungen (Jahr, Titel, Album, Platzierungen, Wochen, Auszeichnungen, Anmerkungen) | Höchstplatzierung, Gesamtwochen, AuszeichnungChartplatzierungen (Jahr, Titel, Album, Platzierungen, Wochen, Auszeichnungen, Anmerkungen) | Anmerkungen                       |
| Jahr | Titel Album                | DE | AT | CH | Anmerkungen                       |
| ---- | -------------------------- | --- | --- | --- | --------------------------------- |
| 2016 | Glücksmoment Glücksmomente | DE1 (6 Wo.)DE | AT2 (4 Wo.)AT | CH7 (2 Wo.)CH | Erstveröffentlichung: 7. Mai 2016 |

Weitere Singles
- 2013: Easy Breezy
- 2013: Call Me Now (Zend Davis feat. Prince Damien)
- 2014: When I Think of You
- 2014: Beep Me
- 2016: Mich hält keiner auf
- 2017: We Have a Dream (Pietro Lombardi, Prince Damien, Alexander Klaws, Juliette Schoppmann)
- 2020: Easy Breezy (Deutsche Version der 2013er Single)
- 2021: Tausend Mal Du
- 2021: One to Make Her Happy (Prince Damien feat. Micar)
- 2022: Du bist der Hammer
- 2022: Wenn der Tag beginnt (Prince Damien feat. Davin Herbrüggen)
- 2023: Hab Dich Lieb
- 2025: Millionär (Geld wie Heu)

## Auszeichnungen
- smago! Award 2017: in der Kategorie „Senkrechtstarter des Jahres“